# 戸川行男

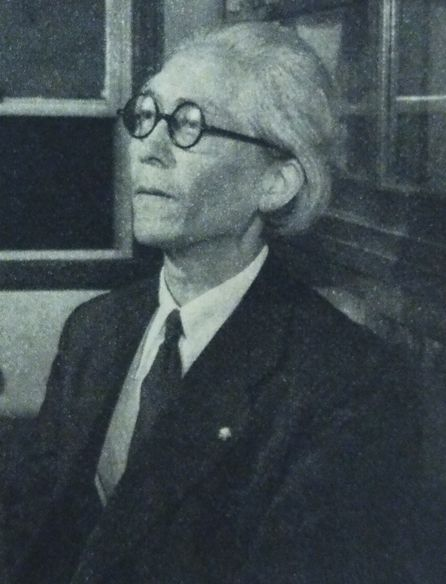
1954年

戸川 行男（とがわ ゆきお、1903年2月1日 - 1992年1月3日）は、日本の臨床心理学者。早稲田大学名誉教授。

## 略歴
東京出身。早稲田大学卒。1945年早稲田大学教授、58年「適応理論及び欲求理論の研究」で早稲田大学より文学博士の学位を取得。73年定年、名誉教授、明星大学教授。臨床心理学を日本に導入。文化についても発言した。

## 著書
- 『心理学教材』早稲田大学出版部　1935
- 『特異児童』目黒書店　1940
- 『民族の意志』目黒書店　1942
- 『性格の構造』玄光社　1944
- 『分離性性格 性格心理学』生活社　1946　日本叢書
- 『あく妻ろん』印刷庁　1949　女性新書 / 社会教育連合会編
- 『嘘をいう人の性格』童友書房　1949　社会教育文庫
- 『性格の類型』金子書房　1949
- 『女の学校』誠文堂新光社　1951
- 『児童相談』金子書房　1951　教育文庫
- 『孝行無用』弘文堂アテネ文庫　1952
- 『自我の崩壊』早稲田大学出版部　1952
- 『心理学的人生論』1955　河出新書
- 『適応と欲求』金子書房　1956
- 『新・立身出世論 われわれは偉くなりうるか』筑摩書房　1957
- 『欲望を満たす教育』黎明書房　1958
- 『意志』筑摩書房　1963　グリーンベルト・シリーズ
- 『"なるほど"の心理』ダイヤモンド社　1964
- 『心理學』通信教育大学講座　1967
- 『臨床心理学論考』金子書房　1971
- 『自我心理学』金子書房　1973
- 『人間とは何か』思索社　1975　叢書・人間の心理
- 『人間学的心理学』金子書房　1978
- 『意志と性格の心理学』金子書房　1979
- 『善の心理学』思索社　1981　叢書・人間の心理
- 『愛と死 その認識の限界』思索社　1982　叢書・人間の心理
- 『意識心理学への道』金子書房　1982
- 『絵画統覚検査解説 TAT日本版』金子書房　1986
- 『意識心理学 人間とは何か』金子書房　1987
- 『「私」心理学への道』川島書店　1988

## 共編著
- 『心理学』本明寛共著　警醒社書店　1949
- 『心理学要説』本明寛共著　金子書房　1950
- 『臨床心理学』編　金子書房　1952
- 『高校生に関する100の質問』望月衛,乾孝共編　中央公論社　1957
- 『連想検査法』倉石精一共編　白亜書房　1958
- 『マーケティング』牧田稔共編　筑摩書房　1959　経営の心理
- 『モチベーション・リサーチ 購買動機調査の設計・技術・応用』牧田稔共編　中央経済社　1960

## 論文
- 赤松保羅らと共著「乖離性素質者の諸問題」 『心理学研究』 第10巻 5・6合輯 1935
- 「意志教育の理論と実際」 早稲田大学文学部編 『哲学年誌-フィロソフィア』 第11巻 1941
- 「内田クレペリン作業検査紹介報告」 『心理学研究』 第17巻 1輯 1943
- 「虚言の心理」 『現代心理学 6. 法律・政治の心理学』 河出書房 1943
- 「性格、個性、情緒の検査法」 『児童心理叢書 I. 児童研究法』 金子書房 1949
- 「劣等感」 『教育心理学講座 1. 適応の心理』 金子書房 1952
- 「適応および適応機制」「性格診断法」「絵画統覚検査」 『心理学講座 7. 臨床心理』 中山書店 1953
- 「教育相談の理論と方法」 『教育心理』 第3巻 1号 1955
- 「臨床心理学における診断・治療の問題」 『現代心理学の展望』 角川書店 1957
- 「適応理論の背景と展開」 『現代心理学体系 11. 適応理論』 中山書店 1957
- 「性格の改造」 『性格心理学講座 5. 性格の教育』 金子書房 1960
- 「性格の類型」 『性格心理学講座 1. 性格の理論』 金子書房 1961
- 「心理学的人間像」 早稲田大学哲学会 『フィロソフィア』 第44号 1962
- 「臨床心理学の動向と展望」 『臨床心理学の進歩』 誠信書房 1966
- 「臨床心理学への序説」 『安倍三郎先生古稀記念 現代心理学論集』 明星大学心理学研究室 1968
- 「臨床心理学と社会問題」 『現代人の病理 5. 臨床社会心理学の基礎』 誠信書房 1975
- 「性格学について」 『パッケージ性格の心理 1. 性格の発達と形成』 ブレーン出版 1985

## 参考
- デジタル版日本人名大辞典:
- 戸川行男略歴・主要著作 (戸川行男追悼号) 早稲田心理学年報 1993-03
- 本明寛 「戸川行男先生のご逝去を悼む」 『心理学研究』 第63巻 1号 1992 pp.60 - 61
- 大泉溥 編 編『日本心理学者事典』クレス出版、2003年、745頁。ISBN 4-87733-171-9。